# 富浜駅
座標: 北緯47度32分7秒 東経142度39分18秒 / 北緯47.53528度 東経142.65500度
富浜駅（とみはまえき）は、かつて樺太豊栄郡栄浜村に存在した鉄道省樺太東線の駅である。

## 歴史
- 1936年9月11日：開業。
- 1941年4月1日：樺太鉄道の国有化により、樺太庁鉄道東海岸線の駅となる。
- 1943年4月1日：南樺太の内地化にともない、鉄道省（国有鉄道）に編入。
- 1945年8月：ソ連軍が南樺太へ侵攻、占領し、駅も含め全線がソ連軍に接収される。
- 1946年
  - 2月1日：日本の国有鉄道の駅としては、書類上廃止。
  - 4月1日：ソ連国鉄に編入。ロシア語駅名は「ポドレスナヤ」。

## 運行状況
- 上りは大泊駅行き3本と、落合駅行き2本、下りは白浦駅行きが2本と上敷香駅行きと知取駅、敷香駅行き各1本であった。夜行列車は通過していた。

## 隣の駅
鉄道省樺太鉄道局
樺太東線
相浜駅 - 富浜駅 - 白浜駅